# Francesco Cataluccio
Francesco Matteo Cataluccio (Firenze, 23 dicembre 1955) è uno scrittore, critico letterario, archivista e curatore editoriale italiano.

## Biografia
Si è laureato in Filosofia a Firenze e ha studiato, dal 1983 al 1986, Storia delle idee all’Istituto di Studi Letterari (IBL) dell’Accademia Polacca delle Scienze di Varsavia.
Dal 1987 al 1989 ha lavorato per il CNR, sotto la direzione di Enrico Castelnuovo, alla costituzione dell’Archivio storico dell’azienda metalmeccanica Breda di Sesto San Giovanni (Milano), curando con Franco Marcoaldi la pubblicazione del volume La Breda all’estero. Un secolo di lavoro nel mondo, Milano, Amilcare Pizzi Editore, 1990. Tra gli anni ottanta e gli anni novanta ha pubblicato articoli dedicati alla letteratura polacca e allo stato delle cose in Polonia e negli altri paesi dell'Est europeo, da Solidarność alla caduta del muro di Berlino e oltre, su periodici e riviste quali "MicroMega" .
Dal 1989 al 2009 ha lavorato nell’editoria come caporedattore e responsabile dei Tascabili e dei Classici  presso Feltrinelli (1989-1995), direttore editoriale alla Bruno Mondadori (1996-2004), direttore editoriale e consigliere di amministrazione della Bollati Boringhieri (2005-2009). Dal 2005 ha tenuto conferenze sulla storia dell’arte e lezioni universitarie (Ca’ Foscari, Venezia e Pinacoteca di Brera, Milano). Dal 2009 si è occupato dei programmi culturali dei Frigoriferi Milanesi  ed è stato consigliere di amministrazione della Bastogi S.p.A. Dal 2020 lavora presso la Fondazione Gariwo la foresta dei Giusti e dal 2021 insegna Letterature comparate alla Facoltà di Filosofia dell’Università San Raffaele di Milano. 
Ha introdotto i cataloghi di alcuni artisti contemporanei: Marco Petrus (2009), Julie Polidoro (2013), Massimo Kaufmann (2014). È columnist della rivista bilingue di design e arte “Inventario” (Corraini edizioni, Mantova-Milano) sin dal primo numero (2010), fa parte della redazione di "Engramma" pubblicata online ed è nel comitato editoriale delle edizioni a essa collegate (IUAV, Università di Venezia). Collabora al supplemento culturale domenicale de Il Sole 24 Ore, a Doppiozero , a Il Post , a Il Foglio (quotidiano).
Ha vinto il Premio Dessì per la letteratura 2010 per Vado a vedere se di là è meglio. Quasi un breviario mitteleuropeo e il Premio Ryszard Kapuściński nel 2013.

## Opere
- Immaturità. La malattia del nostro tempo, Torino, Einaudi, 2004, ISBN 978-88-06143-55-8; nuova ed. riveduta e ampliata Torino, Einaudi, 2014, ISBN 978-88-06219-86-4; (ES)  Inmadurez. La enfermedad de nuestro tiempo, Madrid, Siruela, 2006, ISBN 978-84-78449-53-8; (PL)  Niedojrzałość. Choroba naszych czasów, Krakòw, Znak, 2006, ISBN 83-240-0696-6.
- Vado a vedere se di là è meglio. Quasi un breviario mitteleuropeo, Palermo, Sellerio,2010, ISBN 978-88-38924-74-3; (PL)  Jadę zobaczyć, czy tam jest lepiej, Krakòw, Znak, 2012, ISBN 978-83-24021-48-2; (FR)  “Je m'en vais voir là-bas si c'est mieux”, Paris, Noir sur Blanc, 2014, ISBN 978-28-82503-52-7.
- Che fine faranno i libri?, Roma, Nottetempo, 2010, ISBN 978-88-74522-40-8.
- Chernobyl, Palermo, Sellerio, 2011, ISBN 978-88-38925-50-4; (DE)  Die ausradierte Stadt Tschernobyls Katastrophen, Wien, Zsolnay, 2012, ISBN 978-35-52055-81-0; (PL)  Czarnobyl, Czarne, Wyd. Czarne, 2012, ISBN 978-83-75365-10-8.
- L’ambaradan delle quisquiglie, Palermo, Sellerio, 2012, ISBN 978-88-38927-55-3.
- La memoria degli Uffizi, Palermo, Sellerio, 2013, ISBN 978-88-38930-18-8.
- I bambini del dottor Korczak, in Almanacco Sellerio 2014-2015, Palermo, Sellerio, 2014, ISBN 978-88-38932-64-9.
- La stazione, in Milano, Palermo, Sellerio, 2015, ISBN 978-88-38932-65-6.
- La metamorfosi del Natale, in Storie di Natale, Palermo, Sellerio, 2016, ISBN 978-88-38935-71-8.
- In occasione dell'epidemia, Bellinzona, Casagrande, 2020, ISBN 978-8877138781.
- Non c'è nessuna Itaca. Viaggio in Lituania, Milano, Humboldt Books, 2022, ISBN  978-8899385934.

### Pubblicazioni in volumi collettivi
- La storia contemporanea della Polonia e i suoi problemi, in: "Quaderni della Fondazione Feltrinelli", Milano, n. 31, 1986.
- La Polonia e l'inizio della seconda guerra mondiale, in: Cinquant'anni dopo lo scoppio della seconda guerra mondiale, numero speciale di "Storia e memorie", Genova, Annali dell'Istituto Storico della Resistenza in Liguria, 1990.
- Il destino della Polonia, in: Europa 1700-1992. L'età delle rivoluzioni, a cura di Enrico Castelnuovo e Valerio Castronovo, Milano, Electa, 1991.
- L' eterno ritorno all'infanzia: Ernesto di Saba, in: La nuova critica letteraria, a cura di A. Colasanti, Rimini, Guaraldi, 1996.
- Lager e Gulag in Primo Levi, in: Nazismo, fascismo, comunismo. Totalitarismi a confronto, a cura di M. Flores, Milano, Bruno Mondadori, 1998.
- Voce: Polonia per l'aggiornamento del Dizionario geografico, Torino, Utet, 2000.
- La letteratura del Centro Europa, in: AA. VV., Mappe della letteratura europea e mediterranea, vol. III, Milano, Bruno Mondadori, 2002.
- Voci: Charta 77; Havel; Kuron; Michnik; Solidarnosc; Walesa per l'Enciclopedia del comunismo, a cura di S. Pons, Torino, Einaudi, 2007.
- Il mito di Atteone nell’arte e nella letteratura, in: "Engramma", n. 100, Venezia, 2012[6].
- La memoria e la dimenticanza, in: AA. VV., Domande sulla memoria, Venezia, Cafoscarina, 2021.

### Opere curate in ambito editoriale e critico
- opere di Witold Gombrowicz (Feltrinelli, Milano 1990-2005 e il Saggiatore, Milano dal 2016), incluse le introduzioni a: Corso di filosofia in sei ore e un quarto, I ed. Roma-Napoli, Theoria, 1994; III ed. Milano, Bompiani, 2012, (PL)  Krakòw, Znak, 1995, (FR)  Paris, Payot, 1995, (SQ)  Tirana, Pika pa sipërfaqe, 2013; Contro i poeti I ed. Roma-Napoli, Theoria, 1995, con una nota di Edoardo Sanguineti.
- opere complete di Bruno Schulz (Einaudi, Torino 2001 e Siruela, Madrid 2009)
- opere di Ryszard Kapuściński, Gustaw Herling, Stanisław Lem
- cura e introduzione del volume dello storico del medioevo Bronisław Geremek, La stirpe di Caino. L'immagine dei vagabondi e dei poveri nelle letterature europee dal XV al XVII secolo, Milano, Il saggiatore, 1988, (FR)  Paris, Flammarion, 1991.